# Bonifati
Bonifati (Bunìfati in calabrese) è un comune italiano di 2 496 abitanti della provincia di Cosenza, in Calabria. L'abitato è situato a 425 metri s.l.m., sulle pendici nord-occidentali della Catena Costiera. Separata dal nucleo originario sorge, a 23 metri s.l.m., Cittadella del Capo, rinomata località costiera del Tirreno Cosentino.

## Geografia fisica

### Clima
Secondo una statistica del 2011, basata sui dati del Servizio Meteorologico dell’Aeronautica Militare e riportata dal sito Meteoweb.eu, Bonifati si posiziona al 13º posto tra le località italiane col tasso medio annuo di umidità relativa più alto, subito dopo Milano e prima di Termoli.

## Storia
Secondo un racconto popolare tramandato da padre in figlio riguardante l'origine di Bonifati, un giorno, un ricco mercante, passando per una zona del paese detta "Vaccaro", con un gran numero di servi e cavalcature, fece sosta vicino alle capanne dei pastori per rifocillare uomini e cavalcature. I pastori, nel vedere tante persone con cavalli guarniti di finissimi finimenti, rimasero a guardare con meraviglia. Il mercante avvicinatosi ai pastori gli domandò "chi siete? Cosa state facendo?" Questi risposero:" stiamo pascolando gli armamenti del nostro padrone". Il mercante rispose " bene facite! ". L'imperativa affermazione fece rimanere attoniti quei pastori non avvezzi a sentire pronunciare parole in latino a loro sconosciuto; abituati a parlare un volgare dialetto, gli suonarono così strane quelle parole e da quel giorno, iniziarono a chiamare la località con il nome di benefacite o benefate. La tradizione popolare vuole che Bonifati sia stata costruita dai profughi dell'antica città di Hiele, qui arrivati dopo che le truppe di Roberto il Guiscardo la rasero al suolo nel 1057. Circa duecento anni più tardi, nel 1270, il nome di Castel Bonifati identifica il feudo che Carlo I d'Angiò dona a Gismondo Palmieri in segno di riconoscenza per l'aiuto che il Palmieri gli aveva assicurato nell'ambito delle operazioni di conquista del Regno di Napoli.
Rimasto per secoli un semplice centro agricolo, il paese ha conosciuto uno sviluppo importante nel corso degli ultimi decenni grazie al fiorire dell'economia turistica lungo il litorale tirrenico.
Oggi, accanto al centro storico arroccato sulle colline, il comune di Bonifati comprende la frazione di Cittadella del Capo (in latino Civitatula Capitis) che si estende sulla fascia litoranea e comprende anche le contrade Paneduro (Bonifati Lido), Santa Maria e Telegrafo. In origine Cittadella era una colonia greca nota come Fella (in greco Φήλλα) e le uniche attività rilevanti erano l'agricoltura e la pesca. Nel XVI secolo dopo una lunga fase di stallo Fella viene conquistata dai Turchi per mano del sultano Barbarossa. Negli ultimi decenni Cittadella ha conosciuto una grande crescita economica dovuta principalmente al turismo balneare, infatti ogni anno è meta di villeggianti che vi si recano per trascorrere le vacanze estive.
La frazione Torrevecchia è il paese natale della famiglia della famosa soubrette Heather Parisi, come da lei stessa dichiarato in alcune interviste televisive

## Monumenti e luoghi d'interesse

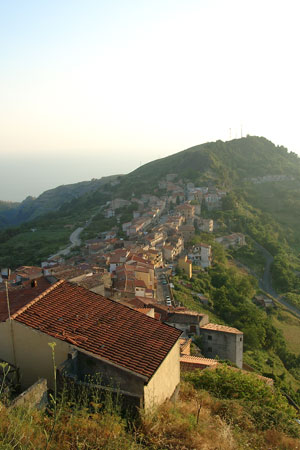
Una veduta panoramica dall'alto della fortificazione di Castel Bonifati. Il paese è adagiato tra due colli, entrambi con una grande croce sulla sommità. La leggenda vuole che sotto le croci vi siano stati seppelliti rispettivamente il re e la regina del castello.

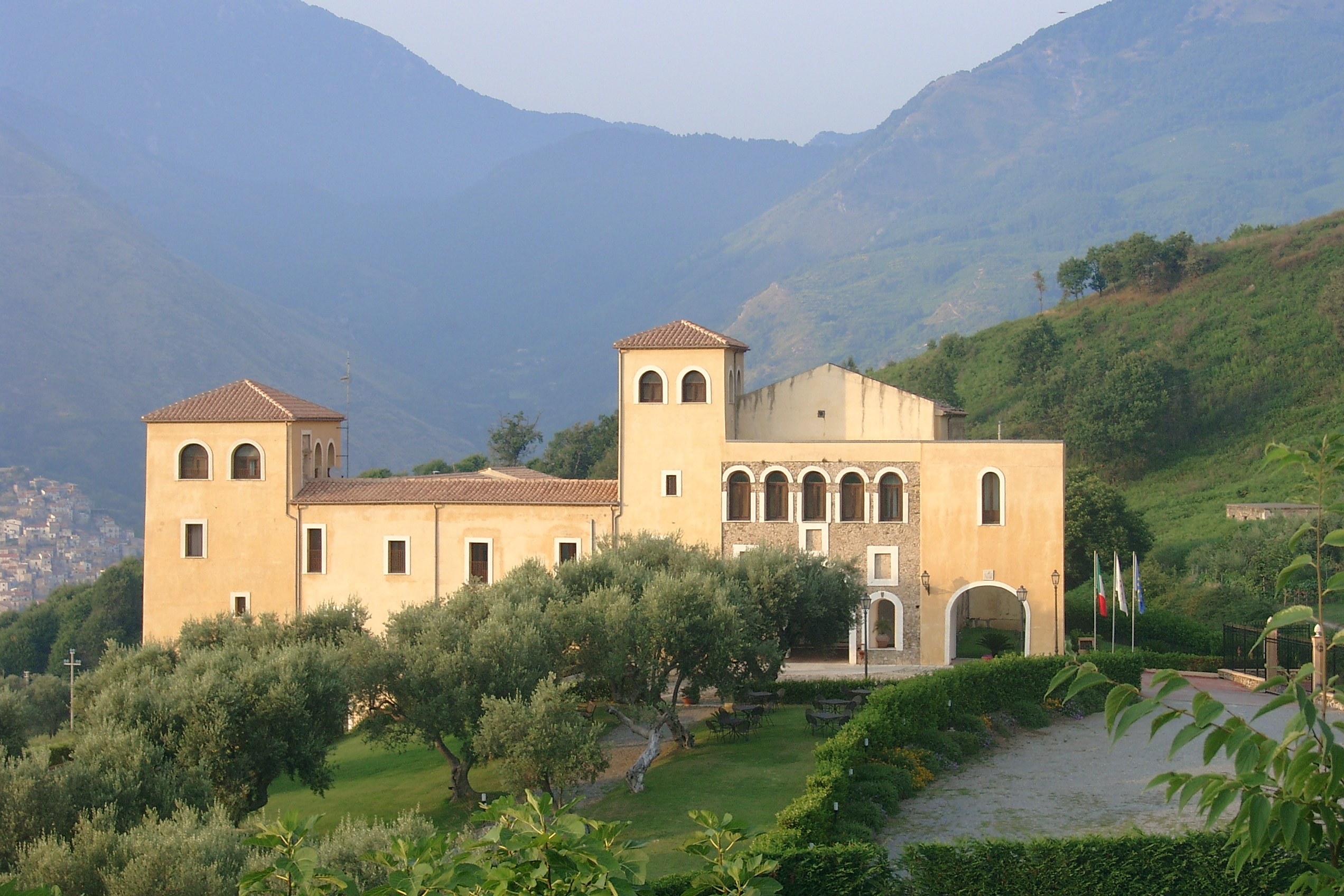
L'ex Convento dei Minimi di san Francesco di Paola, oggi albergo di lusso.

Tra i luoghi di interesse storico-artistico e culturale presenti nel Centro Storico troviamo:
- I ruderi del Castello-Fortezza "Castel Bonifati", costruito dai Normanni a difesa del territorio nel XIII secolo, venne distrutto dagli Angioini nella seconda metà del XV secolo.
- Il Santuario della Beata Vergine Maria del Rosario, risalente al XVI secolo e appartenuto in passato al Complesso Conventuale dei Domenicani. Al suo interno di notevole interesse vi sono: la Statua Della Madonna del Rosario risalente al XVIII secolo, le due statue lignee raffiguranti i Santi Domenico e Vincenzo, scolpite nel 1734 da Francesco di Nardo, il Crocefisso Ligneo del XVII secolo, opera attribuita a Padre Umile da Petralia, un affresco raffigurante la Madonna in Trionfo ed un bellissimo Fonte Battesimale intarsiato in legno.
- Il Convento di San Francesco di Paola, dedicato a Santa Maria di Loreto, fu costruito tra il 1518-1520 da un pastore di nome Giovanni Mercorelli con l'aiuto economico del magistrato Niccolò Colono. Al suo interno è conservata una bellissima statua lignea raffigurante San Francesco di Paola.
- La Chiesa del Calvario, costruita nel XVII secolo. Tale chiesa, di modeste dimensione, custodisce al suo interno un Quadro raffigurante "Gesù portacroce tra i Santi Pietro e Paolo", opera dipinta da Dirk Hendricksz nel 1601 ed infine una statua Marmorea raffigurante la Madonna col Bambino di Giandomenico Mazzolo donata il 15 agosto 1535 da Pietrantonio Sanseverino principe di Bisignano
- La Chiesa dell'Annunziata del XVII secolo, in stile Barocco e suddivisa in tre comparti, presenta all'interno un gruppo scultoreo dell'Annunciazione del XVI Secolo di autore ignoto, un coro ligneo del XVIII secolo di Fra Gennaro Da Bonifati, un crocefisso Ligneo conservato in Sagrestia e la bellissima statua di Maria SS. Addolorata del XVIII secolo .

Il Centro Storico, oltre le Chiese e i ruderi del Castello-Fortezza, ospita innumerevoli palazzi storici e torri: 
- Palazzo Favarulo
- Palazzo Barbieri
- Palazzo Scamardi-De Aloe
- Palazzo del Principe
- Palazzo Francesco De Aloe
- Torre di Porta Malvitana (XVI secolo).

Nella frazione Cittadella del Capo sorgono due Chiese: la Chiesa Parrocchiale di San Francesco di Paola, consacrata il 25 marzo del 1973 e restaurata nel 2006 e la Chiesa di San Michele Arcangelo, risalente al 1924.
Altri monumenti presenti nel territorio comunale:
- Chiesa Parrocchiale della Madonna dell'Immacolata Concezione (1913)
- Chiesa di Santa Rosa da Lima (1991)
- Chiesa di Sant'Anna (1995)
- Chiesetta di San Lorenzo (dismessa)
- Palazzo del Capo
- Torre di Fella (XVI secolo)
- Torre Parise (XV secolo)
- Torre del Capo (XII secolo)
- Torre del Telegrafo (XVI secolo) (distrutta)

## Società

### Evoluzione demografica
Abitanti censiti

## Cultura

### Eventi
La prima domenica di ottobre a Bonifati si celebra la festa della Madonna del Rosario.
Nella frazione di Cittadella del Capo la III domenica di agosto si celebra la festa votiva in onore di San Francesco di Paola, patrono della Calabria e della gente di mare.
Bonifati inoltre è il paese originario, da parte paterna, di Mons. Raffaele Barbieri, Vescovo di Cassano allo Ionio dal 1937 al 1968. Il nonno paterno è nato proprio nel piccolo borgo dell'Alto Tirreno Cosentino. 

## Sport
- San.Bo.Cit (acronimo di Sangineto, Bonifati e Cittadella del Capo). Squadra sportiva di calcio attiva dal 2000 al 2007, sostituita nel 2015 dall'ASD SC Alessandro Rosina.

## Amministrazione
Di seguito è presentata una tabella relativa alle amministrazioni che si sono succedute in questo comune dal 1946 ad oggi.

### Lista di sindaci
Repubblica Italiana (1946-oggi)
| Periodo          | Nome                    | Partito Politico                          | Mandati |
| ---------------- | ----------------------- | ----------------------------------------- | ------- |
| 1946 - 1949      | Valentino Ferrari       | Lista civica                              | 1       |
| 1949 - 1952      | Carmine Fiorillo        |                                           | 1       |
| 1952 - 1956      | Guglielmo Cammarella    | Lista civica                              | 1       |
| 1956 - 1964      | Giovanni Rizzo          | Democrazia Cristiana                      | 2       |
| 1964 - 1969      | Federico Engels         | PSI - PSDI - PCI - PRI                    | 1       |
| 1969 - 1970      | Alfonso Guido           | Commissario prefettizio                   |         |
| 1970 - 1973      | Francesco Barbieri      | Lista civica (tendente al Centrosinistra) | 1       |
| 1973             | Francesco Musacchio     | Commissario prefettizio                   |         |
| 1973 - 1978      | Antonino Gerace         | PCI - PSI                                 | 1       |
| 1978 - 1983      | Carmela Sanguedolce     | Democrazia Cristiana                      | 1       |
| 1983 - 1985      | Mario De Brasi          |                                           | 1       |
| 1985 - 1993      | Carmela Sanguedolce     | Democrazia Cristiana                      | 2       |
| 1993 - 1999      | Roberto Gerace          | Partito Democratico della Sinistra        | 2       |
| 1999 - 2000      | Maria Carolina Ippolito | Commissario prefettizio                   |         |
| 2000 - 2005      | Giuseppe Cristofaro     | Centrosinistra                            | 1       |
| 2005 - 2010      | Antonio Goffredi        | Lista civica                              | 1       |
| 2010 - 2012      | Antonio Giovanni Mollo  | Lista civica                              | 1       |
| 2012 - 2013      | Giuseppe Di Martino     | Commissario prefettizio                   |         |
| 2013 - 2018      | Antonio Giovanni Mollo  | Lista civica                              | 2       |
| 2018 - in carica | Francesco Grosso        | Lista civica                              | 2       |

Bonifati risulta essere, fino ad oggi, l'unico comune italiano ad aver avuto lo stesso sindaco donna per tre mandati (1978-1983, 1985-1988 e 1988-1993).